# Sonny Boy (píseň)
Sonny Boy je píseň z muzikálu The Singing Fool s Alem Jolsonem v hlavní roli. Autoři jsou Ray Henderson, Bud De Sylva a Lew Brown. Sentimentální hit vedl 12 týdnů žebříčky hitparád a prodalo se ho více než milión kusů.
V roce 2004 vyšel v Amsterdamu stejnojmenný "dokumentární román" nizozemské novinářky a spisovatelky Annejet van der Zijlové. Román rekonstruovaný podle skutečných událostí zachycuje Nizozemsko ve 20. až 40. letech 20. století. Jedna z hlavních postav, Rika van der Lansová, přezdívá Sonny Boy svému synovi právě podle písně, která byla tehdy velmi oblíbená. Sonny Boy Van der Zijlové byl přeložen do mnoha jazyků a v roce 2010 vyšel v nakladatelství Barrister & Principal rovněž česky.